# Walter Woodburn Hyde
Walter Woodburn Hyde (* 4. Mai 1870 in Ithaca (New York); † 15. Februar 1966 in Philadelphia) war ein US-amerikanischer Althistoriker.

## Leben
Walter Woodburn Hyde studierte Alte Geschichte an der Cornell University, wo er 1893 den Bachelorgrad erlangte. Anschließend unterrichtete er Latein und Geschichte an der Westerley High School und an der High School in Northampton (Massachusetts), an der er 1895 zum Vice Principal ernannt wurde. Nach einem Studienjahr an der American School of Classical Studies at Athens und der American School of Classical Studies in Rome wurde er 1899 zum Principal ernannt.
Um seine Studien zu vertiefen, ging Hyde von 1900 bis 1902 nach Europa, wo er an den Universitäten zu Genf, Göttingen und Halle studierte. In Halle holte er die Magisterprüfung und die Promotion nach. Mit seinem Doktorvater Georg Wissowa blieb er auch weiterhin in engem Kontakt.
Nach seiner Rückkehr in die Vereinigten Staaten unterrichtete Hyde zunächst Latein an der Latin Friends School in Baltimore. 1908 wechselte er als Professor of Latin an die University of Tennessee, 1909 als Instructor of Greek an die Cornell University und 1910 als Professor of Greek and Ancient History an die University of Pennsylvania, wo er bis zu seinem Eintritt in den Ruhestand (1940) blieb.
Seit seiner Studienzeit in Halle beschäftigte sich Hyde mit den Olympischen Spielen der Antike. Während seiner Zeit in Philadelphia weitete er seine Studien auf olympische Siegesstatuen, attisches Recht, antike Seefahrt, Verkehrswesen, griechische Komödie und Musik aus. Er veröffentlichte 14 Monografien und etwa 160 Aufsätze, darunter auch Artikel für die Realencyclopädie der classischen Altertumswissenschaft. Die University of Pennsylvania verlieh ihm in Anerkennung seiner Verdienste 1948 den Titel Litt. D.